# Ipomoea edithae
Ipomoea edithae är en vindeväxtart som beskrevs av Andrew Thomas Gage. Ipomoea edithae ingår i släktet praktvindor, och familjen vindeväxter. Inga underarter finns listade i Catalogue of Life.